# Fifanti
Fifanti, importante famiglia della Firenze antica vissuta tra il X, XI ed il XII secolo ed ebbero la loro sede principale a Por Santa Maria. 

## Storia
Erano anche imparentati con gli Amidei, infatti la sorella di Oddo Arrigo o conosciuto anche come Oderrigo de' Fifanti, si sposò con Lambertuccio degli Amidei, la cui figlia avrebbe dovuto sposarsi con Buondelmonte dei Buondelmonti. Oderrigo fu uno degli uccisori di Buondelmonte, causa della lotte tra guelfi e ghibellini. Quali ghibellini furono esiliati nel 1258, ma tornati dopo la battaglia di Montaperti, per essere poi definitivamente allontanati nel 1267. L'ultima notizia su questa famiglia risale al 1311.
I Fifanti sono stati anche citati più volte nella Divina Commedia. Infatti Dante parla dei Fifanti come famiglia nel XVI canto del Paradiso, nei versi 103-105. Dante infatti parla di questa famiglia dicendo:
"Grand'era già la colonna del Vaio,

Sacchetti, Giuochi, Fifanti e Barucci

e Galli e quei ch'arrossan per lo staio"
ed evocando altre importanti famiglie fiorentine citate dall'antenato di Dante, Cacciaguida. Fu citato personalmente, sebbene l'identificazione non sia sicura, da Dante nella Divina Commedia nel Sesto canto nell'Inferno VI verso 80, quando chiede a Ciacco cosa è capitato a grandi personaggi illustri della storia di Firenze, e dice:
"Farinata e 'l Tegghiaio, che fuor si` degni,

Iacopo Rusticucci, Arrigo e 'l Mosca

e li altri ch'a ben far puoser li 'ngegni,

dimmi ove sono e fa ch'io li conosca,

che` gran disio mi stringe di savere

se 'l ciel li addolcia o lo 'nferno li attosca"
Questa famiglia nella divisione tra guelfi e ghibellini si schiero` dalla parte di altre importanti famiglie ghibelline come gli Uberti, gli Amidei, i Lamberti ed altri.
Si ricorda Oderrigo de' Fifanti un personaggio valoroso che segnò la storia di Firenze e fu imparentato con la famiglia degli Amidei.

## Arma
Di rosso, alla ruota d'argento.